# Dear CALL -ディアコール-
『Dear CALL -ディアコール-』は、群千キリによる日本の漫画。『ジャンプスクエア』（集英社）より2019年12月号から2021年2月号まで連載された。

## 登場キャラクター

### 主要人物
サンソ

ムン

グット

### ヴァースデイ召喚院
凛道（りんどう）

ヒネト

アギト

ロギー

テラス

メグサス

### その他の人物
マスター

## 書誌情報
- 群千キリ 『Dear CALL -ディアコール-』 集英社〈ジャンプ・コミックス〉、全4巻
  1. 2020年3月4日発売[2]、ISBN 978-4-08-882237-2
  2. 2020年6月4日発売[3]、ISBN 978-4-08-882324-9
  3. 2020年10月2日発売[4]、ISBN 978-4-08-882443-7
  4. 2021年2月4日発売[5]、ISBN 978-4-08-882560-1